# Баланово (Николаевская область)
Баланово (укр. Баланове) — село в Очаковском районе Николаевской области Украины.
Население по переписи 2001 года составляло 83 человека. Почтовый индекс — 57520. Телефонный код — 5154. Занимает площадь 0,366 км².

## Местный совет
57520, Николаевская обл., Очаковский р-н, с. Каменка, ул. Очаковская, 36/1